# Ancema argentea
Ancema argentea är en fjärilsart som beskrevs av Aurivillius 1897. Ancema argentea ingår i släktet Ancema och familjen juvelvingar. Inga underarter finns listade i Catalogue of Life.